# Buang jezici
Buang jezici, skupina od deset austronezijskih jezika koja čini jednu od dvije podskupine (druga je hote) šire skupine hote-buang. Rašireni su na području Papue Nove Gvineje. 
Predstavnici su: uža podskupina mumeng sa (5) jezika i preko 9.500 govornika, i individualni jezici: mangga buang [mmo] 3.000 (1986 SIL); mapos buang [bzh] 10.500 (2000); kapin [tbx] 2.350 (1979 popis); piu [pix] 100 (2000 S. Wurm); i vehes [val] 70 (2000 S. Wurm)

## Vanjske poveznice
- Ethnologue (14th)
- Ethnologue (15th)